# Orani
Pour les articles homonymes, voir Orani (Bataan).
Pour l’article ayant un titre homophone, voir Oranie.
Orani (Orane, en sarde) est une commune de la province de Nuoro, dans la région Sardaigne, en Italie.

## Géographie
Orani se trouve en Barbagia, à 15 km au sud-ouest de Nuoro, 110 km au nord de Cagliari et environ 340 au sud de Rome. La superficie de la commune est de 130,52 km2. Son altitude varie de 150 mètres environ à 1 083 mètres au sommet du mont Gonare.
Orani se trouve dans le fuseau horaire CET (UTC+1) à l'heure d'hiver, et CEST (UTC+2) à l'heure d'été (DEST).

### Communes limitrophes
Les communes limitrophes sont Benetutti (province de Sassari), Bolotana, Illorai (province de Sassari), Mamoiada, Nuoro, Oniferi, Orotelli, Ottana et Sarule.

### Géologie
Le mont Gonare (1 083 m) a la forme de deux cônes renversés. Ses flancs, constitués par calcaires fracturés, sont très escarpés vers le sud, et descendent en pente douce au nord vers le col de Saint François. Le sommet se situe entre les territoires d'Orani et de Sarule.

## Histoire
L'occupation du site d'Orani remonte au néolithique, à l'époque précédant les nuraghi. Les populations locales exploitent la stéatite, pour en faire des bijoux, des objets de culte et des outils. Le nuraghe quadrilobé de Nurdole date de l'âge du bronze. À cette époque, Orani commerce avec les Phéniciens et les Étrusques.
Orani fait partie des trente villes sardes qui s'opposent victorieusement à la pénétration romaine dans l'île. Elle bénéficie ensuite de la citoyenneté romaine et de la protection de Rome. Les Romains créent un établissement thermal, utilisant une source sulfurée, dans une villa rurale près de la localité d'Oddini. Pendant la domination byzantine en Sardaigne, les moines érigent un monastère sur le Mont Gonare, un site sacré depuis l'époque nuraghe. La tradition populaire place le début du culte de la Sainte Vierge de Gonare au XIIe siècle.
À partir de 1350, Orani fait partie de la curatorie des Doria, une des 19 du royaume de Torres. En 1388, les maires des curatories se réunissent à Orani, pour y élire leurs représentants aux négociations de paix avec le roi Jean d'Aragon. À cette époque, ce vaste fief, le second de Sardaigne par la taille, comporte 17 districts peu urbanisés, dont Biddas de Tel, Costarvine, Dore, qui est chef-lieu du district, mais disparaît lors d'une guerre civile, Gorae, mentionné dans le Condaghe de Saint Pietro de Silki, Loray, Liscoi, Nurdole, Postu, Saint Sauveur, Orogulo et Oddine. Les habitants vénèrent leurs saints patrons, pour lesquels ils construisent des églises, ce qui est à l'origine du proverbe : « Orani a plus d'églises que de maisons » et dont témoignent les nombreux clochers. Les paroisses de Saint André et Saint Sixte sont à l'origine du village. L'existence de la paroisse de Saint Pierre est attestée par le traité de paix de 1388.
Le 8 mars 1617, Philippe II érige la « ville d'Orane » en marquisat, accordé à Donna Anna du Portugal, épouse de Roderico de Silva, alors propriétaire de deux baronnies dans le royaume de Valence. Le système féodal espagnol et ses impôts, conjugué avec des épidémies, entraîne un recul démographique. Orani fait ensuite partie de l'ancien royaume de Sardaigne, en passant sous la domination de la Savoie. La prospection minière débute dans le secteur de Saint François. L'économie se modifie avec l'exploitation des gisements de talc, qui sont la propriété d'une société mixte comportant une majorité d'actionnaires étrangers.

## Démographie
Orani a, en 2009, une population de 3 052 habitants, avec une densité de population de 23,38 hab/km2. Il y a 1 135 foyers. Depuis le début des années 2000, la population décroit au rythme de 0,4 % par an.
| 1861  | 1871  | 1881  | 1901  | 1911  | 1921  | 1931  | 1936  | 1951  |
| ----- | ----- | ----- | ----- | ----- | ----- | ----- | ----- | ----- |
| 2 381 | 2 528 | 2 616 | 2 828 | 2 858 | 2 993 | 2 970 | 3 083 | 3 512 |

| 1961  | 1971  | 1981  | 1991  | 2001  | 2004  | 2005  | 2008  | 2009  |
| ----- | ----- | ----- | ----- | ----- | ----- | ----- | ----- | ----- |
| 3 667 | 3 205 | 3 263 | 3 212 | 3 152 | 3 113 | 3 152 | 3 061 | 3 052 |

## Économie
Le territoire de la commune d'Orani est particulièrement étendu et varié. Il abrite les activités typique des zones intérieures, l'élevage et, dans une moindre mesure, l'agriculture. Les chênes-lièges et le bois sont des sources régulières de revenu. L'exploitation des mines de talc et de ses dérivés reste d'une importance économique certaine. Des artisans travaillent le bois, le fer et le velours.

## Administration
| Période                                  | Période     | Identité     | Étiquette      | Qualité |
| ---------------------------------------- | ----------- | ------------ | -------------- | ------- |
| 10 mai 2005                              | 31 mai 2010 | Franco Pinna | Sans étiquette |         |
| 31 mai 2010                              | En cours    | Franco Pinna | Sans étiquette |         |
| Les données manquantes sont à compléter. |             |              |                |         |

## Personnalités liées à la commune
- Don Nicolò BARBONI 1869-1957: 88 anni di storia Oranese
- Piero Borrotzu, héros de la Résistance, médaille d'or de la Résistance[3].
- Marianna Bussalai, écrivain, poète et militante du PSd'Az.
- Mario Delitala, peintre et sculpteur[3].
- Francesco Delita, pionnier de l'orthopédie[3].
- Salvatore Niffoi, écrivain, auteur, en 2006, de La leggenda di Redenta Tiria, prix Campiello pour La vedova scalza[3].
- Costantino Nivola, peintre et sculpteur, né à Orani le 5 juillet 1911.
- Alessandro Nivola, acteur né le 28 juin 1972

## Culture
Un musée est consacré à Costantino Nivola. La mairie est installée dans l'ancien couvent de Saint Jean Baptiste, fondé en 1612. La salle du conseil abrite des œuvres de Mario Delitala. L'église contiguë est un monument ancien. Sur le territoire de la commune, on trouve une tour aragonaise de 1300, à côté de l'église Saint André. L'église du Chapelet présente des fresques des XVe et XVIe siècles, en cours de restauration (2010). L'église de San Itria offre des fresques intérieures et une façade décorée par Costantino Nivola. Des œuvres des artistes Delitala et Dessì sont visibles dans la paroisse de Saint André, ainsi qu'un polyptyque, placé originairement dans l'église Sainte Marie et daté des alentours de 1300. Les églises rurales les plus importantes sont celles du Saint Esprit, de Saint Georges, de Saint Elie, de Saint François et de Saint Paul. Sur la cime du mont Gonare, que l'on atteint par un sentier raide, se trouve l'église de Notre Dame de Gonare. Le sanctuaire, dont la création se perd dans la légende, est célèbre dans toute l'île. Une description du mont et du culte de la Sainte Vierge de Gonare se trouve dans le roman de Deledda La voie du mal.

## Fêtes, foires
Les principales fêtes de la commune sont :
- Notre Dame de Gonare, le 8 septembre.
- Cortes Apertas, fin septembre - début octobre.
- Saint Daniel, du 12 au 14 octobre.
- Saint André, patron de la paroisse, le 30 novembre.

## Environnement
Orani est située dans le Parc géologique, historique et environnemental de Sardaigne. Les forêts abritent de nombreuses espèces endémiques : chênes verts, chênes-lièges, aulnes et cistes. Les zones calcaires sont couvertes de garrigues. La faune sauvage comporte la belette, la martre, le renard, le lièvre, le sanglier, le chat sauvage, la huppe, la crécerelle, la buse et la perdrix.

## Monuments et sites
Les principaux monuments archéologiques, sur le territoire communal d'Orani, sont les nuraghi d'Athethu, Nurdole, Urrana, Baraule, Soriches, Passarinos, Goraè, Olalo, du Mont Nule et d'Orgomonte. On trouve des tombes à Liscoi, Oddocaccaro, Istelenneru et Oddini, ainsi que des dolmens. Les principaux sites de culte néolithique sont Oddocaccaro et Losore.